# Mobilée

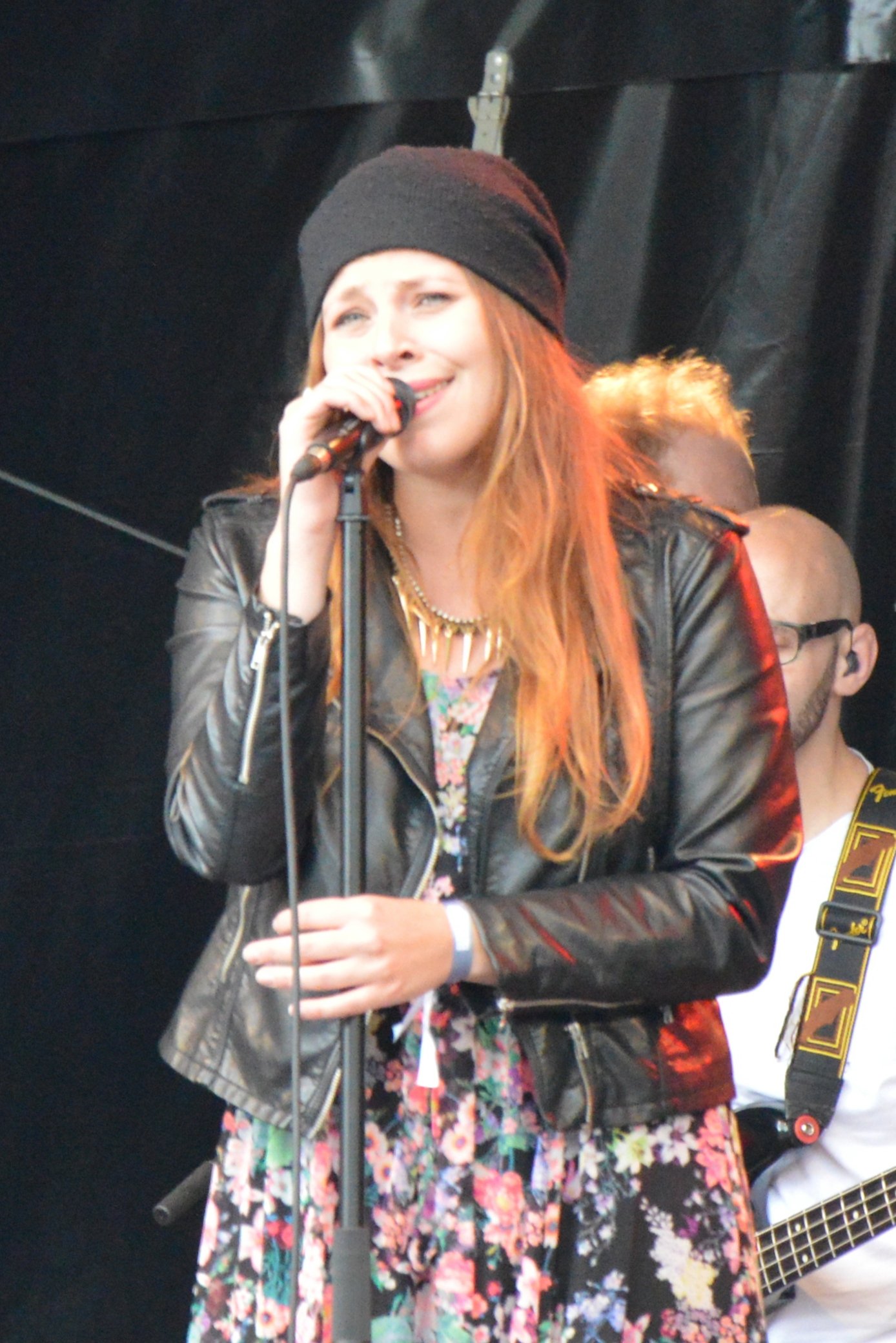
Frontfrau Caroline Wolter beim Traumzeit-Festival 2013

Mobilée war eine deutsche Folk-Pop-Band aus Duisburg.

## Geschichte
Der Gitarrist und Songwriter Alexander Schroer gründete das Projekt 2009 und nahm im selben Jahr in Eigenregie eine erste EP mit Sängerin Caroline Wolter auf. Beide besuchten dieselbe Schule und lernten so auch später den Gitarristen Markus Bücken kennen. 2010 entstand das erste selbstproduzierte Album Majestic in der damaligen Urbesetzung mit Caroline Wolter (Gesang), Alexander Schroer (Akustikgitarre), Markus Bücken (elektrische Gitarre), Dennis Glettenberg (Bass) und Stefan Mühlenkamp (Schlagzeug). Zu diesem Zeitpunkt spielte Kai Schumacher nur im Studio und bei wenigen Liveauftritten Klavier und gehörte noch nicht zur festen Bandbesetzung. Im gleichen Jahr gab es gleich zwei Besetzungswechsel. Thorsten Schwesinger kam als neuer Schlagzeuger zur Band hinzu und Thomas Kennel als neuer Bassist. Im gleichen Zuge wurde Kai Schumacher fester Pianist der Band. 
Im Sommer 2010 nahmen Mobilée gemeinsam mit dem hawaiianischen Singer/Songwriter Makana den Titel Spaceships auf. Ende 2010 spielte die Band im Vorprogramm des Künstlers Das Gezeichnete Ich auf dessen Deutschlandtour. 2011 wurde die Band ins Coachingprogramm der Volkswagen Sound Foundation aufgenommen und unterschrieb im Herbst desselben Jahres einen Plattenvertrag bei Universal. Im Oktober 2011 waren Mobilée Vorgruppe der schwedischen Band Roxette auf deren kompletter Deutschlandtour. Im Februar 2012 gingen sie auf ihre erste kleine Clubtour. Im Sommer 2012 tourte die Band im Vorprogramm des Sängers Tim Bendzko durch Deutschland. Seit Mitte November sind Mobilée erneut auf Deutschland-Tour durch kleinere Clubs. Die Tour dauert noch bis zum 6. Dezember an. Das Debütalbum Walking on a Twine (produziert von Olaf Opal) wurde am 14. September 2012 veröffentlicht.
Am 14. Februar 2013 nahmen Mobilée mit dem Song Little Sister am deutschen Vorentscheid Unser Song für Malmö in Hannover für den Eurovision Song Contest 2013 teil.
Am 3. August 2014 gab die Band über Facebook ihre Trennung bekannt.

## Diskografie

### Alben
- 2009: Mobilée (Eigenproduktion)
- 2010: Majestic (Eigenproduktion)
- 2012: Walking on a Twine (Island Records/Universal)

### Singles
- 2012: Genesis (Island Records/Universal)
- 2012: Lay Down Here (Island Records/Universal)
- 2012: Little Sister (Island Records/Universal)

## Trivia
- 2011 coverten Mobilée den Song Oh, Pretty Woman von Roy Orbison zu dessen 75. Geburtstag. Die Band spielte den Song oft in ihrem Liveprogramm.
- Der Song Peter Pan ist für 127 Sekunden im Kinofilm Türkisch für Anfänger zu hören.
- Der Song Little Sister ist der Titelsong zum Film Die Vampirschwestern.